# Hipoepa undulata
Hipoepa undulata är en fjärilsart som beskrevs av Moore 1882. Hipoepa undulata ingår i släktet Hipoepa och familjen nattflyn. Inga underarter finns listade i Catalogue of Life.